# Constituição do Estado do Rio Grande do Norte
A Constituição do Estado do Rio Grande do Norte é a lei estadual maior do processo legislativo estadual conforme os padrões emanados pela Constituição Federal do Brasil.

## Preâmbulo
| “ | Nós, em nome do Povo, reunidos em Assembleia Estadual Constituinte para organizar o Estado indissoluvelmente unido aos demais Estados, ao Distrito Federal e aos municípios, na República Federativa do Brasil, invocando a proteção de Deus, decretamos e promulgamos a seguinte Constituição do Rio Grande do Norte. | ” |

## Texto
A corpo textual da constituição estadual norte-rio-grandense tem uma literatura composta por 162  artigos e o Atos das Disposições Constitucionais Transitórias tem 31 artigos.

## Membros da Assembleia Estadual Constituinte promulgante
Deputado ARNÓBIO ABREU – Presidente, Deputado CARLOS AUGUSTO – Vice-Presidente, Deputado ROBINSON FARIA – Primeiro Secretário, Deputado RUI BARBOSA – Segundo Secretário, Deputado NELSON QUEIROZ – Relator Geral, Deputado JOSÉ DIAS – Vice-Relator, Deputado AMARO MARINHO, Deputada ANA MARIA, Deputado CARLOS EDUARDO, Deputado CIPRIANO CORREIA, Deputado FRANCISCO MIRANDA, Deputado GASTÃO MARIZ, Deputado GETÚLIO RÊGO, Deputado IRAMI ARAÚJO, Deputado JOSÉ ADÉCIO, Deputado KLEBER BEZERRA, Deputado LAÍRE ROSADO, Deputado LEÔNIDAS FERREIRA, Deputado MANOEL DO CARMO, Deputado NELSON FREIRE, Deputado PATRÍCIO JÚNIOR, Deputado PAULO DE TARSO, Deputado PAULO MONTENEGRO, Deputado RAIMUNDO FERNANDES, Deputado RICARDO MOTTA, Deputado VALÉRIO MESQUITA, Deputado VIVALDO COSTA

## Histórico das constituições do Rio Grande do Norte
A construção política do estado já contou com várias Constituições políticas, para seguir o rito das mudanças nas constituições brasileiras, entre elas:
- Constituição Política do Estado do Rio Grande do Norte de 1891[7]. Promulgada em 5 de agosto de 1891.[8]
- Constituição do Estado do Rio Grande do Norte de 1935  promulgada em de julho de 1935
- Constituição do Estado do Rio Grande do Norte de 1947 promulgada em de julho de 1947
- Constituição do Estado do Rio Grande do Norte de 1967 elaborada para se adequar ao governo da Ditadura Militar de 1964, foi promulgada em maio de 1967.